# Liste des cathédrales de London
Plusieurs confessions chrétiennes ont une cathédrale dans la ville canadienne de London, dans la province de l’Ontario :
- l’Église anglicane du Canada a la cathédrale Saint-Paul ;
- l’Église catholique romaine a la basilique-cathédrale Saint-Pierre.

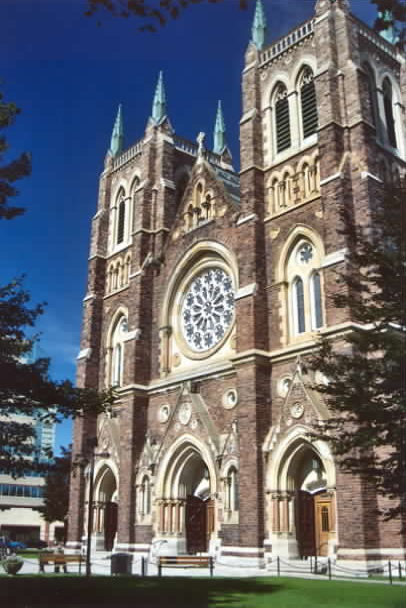
Basilique-cathédrale Saint-Pierre
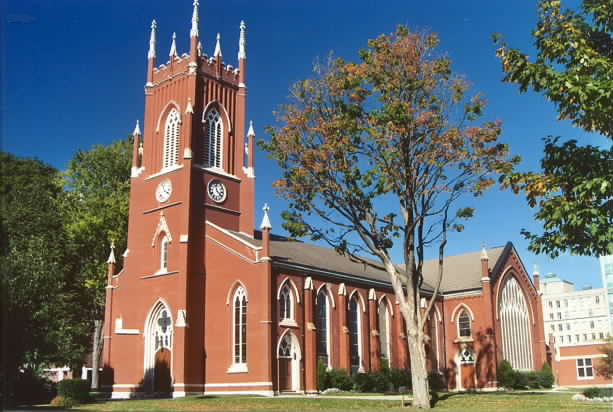
Cathédrale Saint-Paul